# Pachyphytum contrerasii
Pachyphytum contrerasii är en fetbladsväxtart som beskrevs av Perez-calix, I.García, Cházaro. Pachyphytum contrerasii ingår i släktet Pachyphytum och familjen fetbladsväxter. Inga underarter finns listade i Catalogue of Life.